# Батерст, Аллен, 6-й граф Батерст
Аллен Александр Батерст, 6-й граф Батерст (англ. Allen Alexander Bathurst, 6th Earl Bathurst; 19 октября 1832 — 1 августа 1892) — британский пэр и консервативный политик. Он был известен как Аллен Батерст с 1832 по 1878 год.

## Происхождение и образование
Родился 19 октября 1832 года на Гровенор-сквер в Лондоне. Единственный сын подполковника достопочтенного Томаса Сеймура Батерста (1793—1834), третьего сына Генри Батерста, 3-го графа Батерста (1762—1834). Его матерью была Джулия Хэнки (1798—1877), дочь Джона Питера Хэнки. Его отец, участник битвы при Ватерлоо, умер, когда Батерсту был один год. Он получил образование в Итонском колледже и Тринити-колледже в Кембридже . В 1853 году он получил степень магистра.
24 февраля 1878 года после смерти своего бездетного дяди, Уильяма Леннокса Батерста, 5-го графа Батерста (1791—1878), Аллен Батерст унаследовал титулы 6-го графа Батерста, 6-го барона Батерста и 5-го лорда Эпсли.

## Военная карьера
В мае 1851 года Аллен Батерст был назначен прапорщиком Королевского ополчения легкой пехоты Южного Глостершира и получил звание лейтенанта в мае 1853 года. В ноябре 1854 года стал капитаном Королевского ополчения Северного Глостершира. В феврале 1860 года он собрал 9-й (Сайренсестер) Глостерширский стрелковый добровольческий корпус в чине капитана . Он сохранил свою службу в ополчении, в марте 1870 года он был произведен в майоры. В мае 1876 году получил чин почетное звание подполковника . Он вышел в отставку из ополчения 23 марта 1878 года.

## Политическая карьера
Аллен Батерст заседал в Палате общин Великобритании от Сайренсестера с 1857 по 1878 год, когда он сменил своего дядю в графстве и вошел в Палату лордов. В 1861 году он купил дом в Чобеме, а также поселился в Лондоне.

## Семья

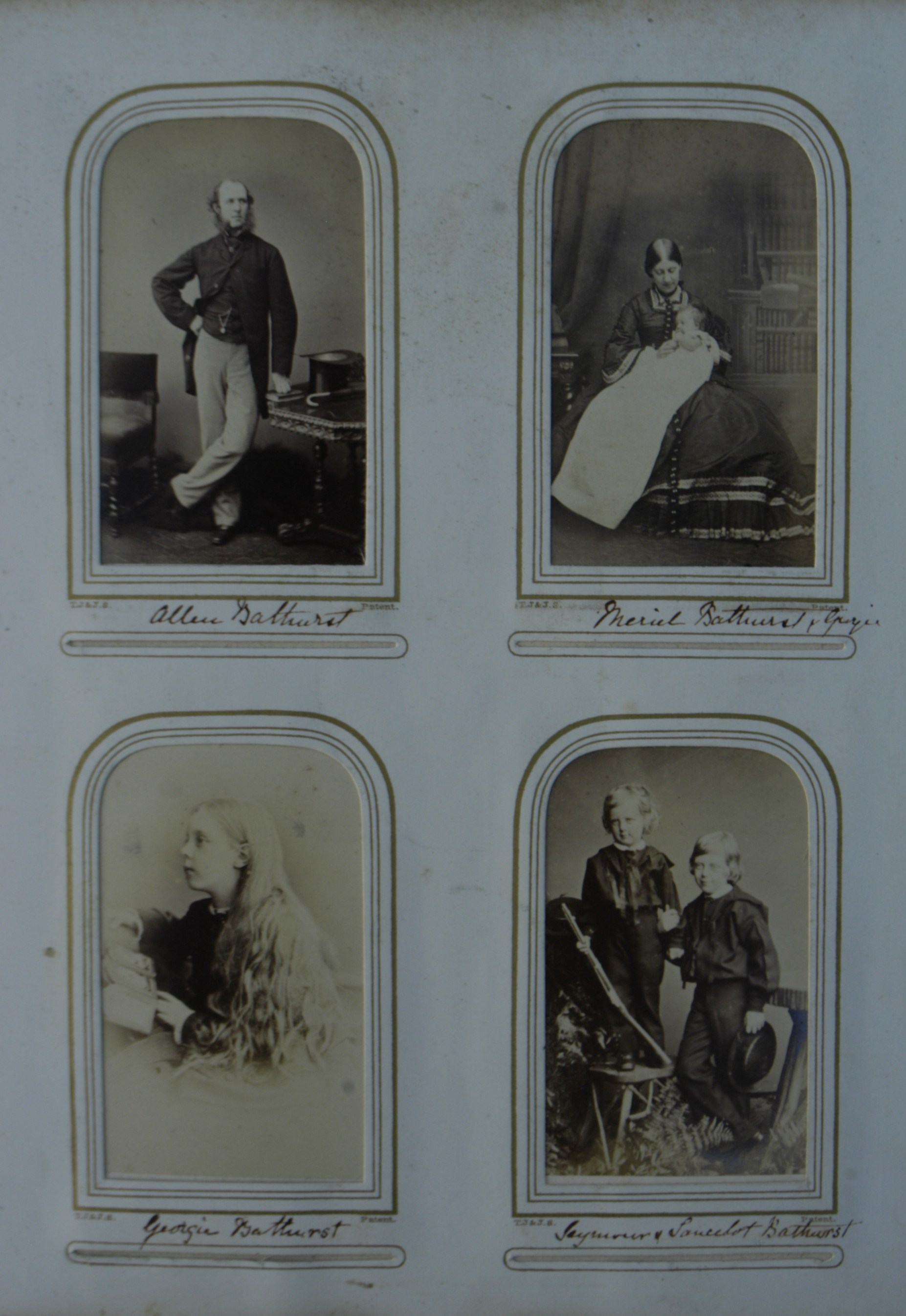
Супруга Аллена Батерста и дети, 1870 и 1880 годы

Лорд Батерст был дважды женат. 31 января 1862 года в часовне Табли, Грейт-Будворт он женился первым браком на достопочтенный Мериэл Уоррен (25 ноября 1839 — 6 июля 1872), дочери Джорджа Уоррена, 2-го барона де Табли, от его первой жены Катарины Барбары, дочери графа де Салиса. У них было три сына и одна дочь.
- Леди Джорджина Батерст (21 июля 1863 — 25 апреля 1922), вышла замуж за сэра Джорджа Бьюкенена.
- Сеймур Батерст, 7-й граф Батерст (21 июля 1864 — 21 сентября 1943), старший сын и преемник отца.
- Достопочтенный Ланселот Джулиан Батерст (24 января 1868 — 14 июня 1928)
- Подполковник Достопочтенный Аллен Бенджамин Батерст (25 июня 1872 — 8 октября 1947).

После её смерти в 1872 году (через 11 дней после рождения сына Бенджамина) он снова женился 6 июня 1874 года в Фетчеме, графство Суррей, на Эвелин Элизабет Хэнки (сентябрь 1847 — 1 марта 1927), дочери Джорджа Джеймса Барнарда Хэнки и Ребекки Андалусии Барклай. У них была одна дочь:
- Леди Эвелин Селина Батерст (1875 — 16 апреля 1946), в 1898 году вышла замуж за майора Джорджа Коритона Листера.

Лорд Батерст умер в августе 1892 года в возрасте 59 лет в Сайренсестере, и ему наследовал графство его старший сын Сеймур. Леди Батерст пережила своего мужа более чем на тридцать лет и умерла в 1927 году.